# Саут-Ембой
Саут-Ембой (англ. South Amboy) — місто (англ. city) в США, в окрузі Міддлсекс штату Нью-Джерсі. Населення — 9411 особа (2020).

## Географія
Саут-Ембой розташований за координатами 40°29′12″ пн. ш. 74°16′44″ зх. д. / 40.48667° пн. ш. 74.27889° зх. д. (40.486719, -74.279016).  За даними Бюро перепису населення США в 2010 році місто мало площу 6,98 км², з яких 4,01 км² — суходіл та 2,97 км² — водойми.

## Демографія
Згідно з переписом 2010 року, у місті мешкала 8631 особа в 3372 домогосподарствах у складі 2256 родин. Було 3576 помешкань
Расовий склад населення:
| - 86,4 % — білих - 4,4 % — чорних або афроамериканців - 4,0 % — азіатів - 0,1 % — корінних американців - 3,0 % — осіб інших рас |

До двох чи більше рас належало 2,0 %. Частка іспаномовних становила 13,4 % від усіх жителів.
За віковим діапазоном населення розподілялося таким чином: 20,8 % — особи молодші 18 років, 67,9 % — особи у віці 18—64 років, 11,3 % — особи у віці 65 років та старші. Медіана віку мешканця становила 39,3 року. На 100 осіб жіночої статі у місті припадало 96,8 чоловіків;  на 100 жінок у віці від 18 років та старших — 93,2 чоловіків також старших 18 років.
Середній дохід на одне домашнє господарство  становив 84 223 долари США (медіана — 64 293), а середній дохід на одну сім'ю — 98 267 доларів (медіана — 90 548). Медіана доходів становила 63 893 долари для чоловіків та 53 381 долар для жінок. За межею бідності перебувало 6,9 % осіб, у тому числі 7,7 % дітей у віці до 18 років та 12,9 % осіб у віці 65 років та старших.
Цивільне працевлаштоване населення становило 4356 осіб. Основні галузі зайнятості: освіта, охорона здоров'я та соціальна допомога — 25,5 %, транспорт — 11,0 %, науковці, спеціалісти, менеджери — 9,8 %, виробництво — 9,2 %.